# Jean Royer
Jean Royer (ur. 31 października 1920 w Nevers, zm. 25 marca 2011 w Saint-Avertin) – francuski polityk, nauczyciel i samorządowiec, długoletni parlamentarzysta, od 1959 do 1995 mer Tours, w latach 1973–1974 minister, kandydat w wyborach prezydenckich.

## Życiorys
Kształcił się w szkole nauczycielskiej Ecole normale d’instituteurs d’Indre-et-Loire, pracował następnie w zawodzie nauczyciela. Działał w gaullistowskim ugrupowaniu Rassemblement du peuple français. W 1958 po raz pierwszy uzyskał mandat posła do Zgromadzenia Narodowego. Z powodzeniem ubiegał się o reelekcję w wyborach w 1962, 1967, 1968 i 1973. W latach 1961–1988 był radnym departamentu Indre i Loara.
W 1959 został wybrany na mera Tours, utrzymywał to stanowisko w wyniku pięciu kolejnych wyborów. W trakcie jego urzędowania doszło do rozwoju miasta, powiększenia jego powierzchni, przeprowadzenia szeregu inwestycji infrastrukturalnych. Na początku lat 70. zyskał też rozpoznawalność swoimi działaniami w mieście nakierowanymi na zwalczanie pornografii.
Był członkiem dwóch rządów, którymi kierował Pierre Messmer. Od 1973 do 1974 pełnił funkcję ministra handlu i rzemiosła, a następnie w 1974 krótko sprawował urząd ministra poczty i telekomunikacji. W 1974 jako kandydat niezależny wystartował w wyborach prezydenckich, otrzymując w pierwszej turze głosowania 3,2% głosów.
W wyniku wyborów uzupełniających powrócił w 1976 do niższej izby francuskiego parlamentu. Mandat deputowanego zdobywał jeszcze pięciokrotnie (w 1978, 1981, 1986, 1988 i 1993). Przez większość kariery politycznej pozostawał posłem niezrzeszonym, w trakcie swojej ostatniej kadencji przewodniczył frakcji République et liberté. W Zgromadzeniu Narodowym zasiadał do 1997. Dwa lata wcześniej przegrał wybory lokalne, odchodząc po 36 latach z funkcji mera.